# O Investigador Portuguez em Inglaterra
O Investigador Portuguez em Inglaterra ou Jornal Literário, Político, Etc., foi um periódico publicado em Londres, na Inglaterra, visando reduzir a influência do Correio Braziliense, precursor da corrente jornalística conhecida como os jornais de Londres.
O periódico mensal era patrocinado pela Coroa Portuguesa, então no Rio de Janeiro, com 14 mil cruzados por edição, tendo circulado entre Julho de 1811 e Fevereiro de 1819.
Foram seus redatores os médicos Bernardo José de Abrantes e Castro (embaixador de Portugal em Londres), Vicente Pedro Nolasco da Cunha e Miguel Caetano de Castro e, a partir de Janeiro de 1814, José Liberato Freire de Carvalho.
A sua tipografia também compôs outros dos jornais de Londres à época.